# Harry Reems
Harry Reems, pseudonimo di Herbert Streicher (New York, 27 agosto 1947 – Salt Lake City, 19 marzo 2013), è stato un attore pornografico statunitense, tra i più famosi degli anni settanta.

## Biografia
Harry Reems nacque come Herbert John Streicher in una famiglia ebrea del Bronx, New York il 27 agosto 1947. Prestò servizio brevemente nella Marina degli Stati Uniti prima di intraprendere la carriera di attore, principalmente in teatri off-Broadway. Cercando un modo per mettersi in luce, agli inizi degli anni settanta iniziò ad apparire in dozzine di filmini amatoriali, spesso muti, in cui aveva un rapporto sessuale. Arriverà ad aver recitato in approssimativamente 140 film hard tra il 1971 e il 1989, anno del ritiro, con La vera gola profonda (Deep Throat, 1972) e Miss Jones (The Devil in Miss Jones, 1973) tra i più conosciuti insieme anche a Forced Entry (1973), Sex Wish (1976), Grafenberg Spot (1985), e Vergini corpi frementi (Ten Little Maidens, 1985).
Nel 1975 pubblicò le sue memorie, Here Comes Harry Reems, libro nel quale raccontava dettagliatamente i primi anni della sua esperienza come attore di film porno. L'attore è famoso anche per aver avuto un rapporto sessuale in un film con Traci Lords, quando ancora non si sapeva che era minorenne. Nel 1976 fece anche un'incursione nel cinema mainstream, prendendo parte alla produzione italiana Luna di miele in tre, commedia diretta da Carlo Vanzina con Renato Pozzetto, e nel film dello stesso anno Lettomania, con Carmen Villani.

### Ultimi anni e morte
Dopo anni di abusi di alcol e droghe, Harry riuscì a disintossicarsi nel 1989. Si sposò e si convertì al cristianesimo diventando un cosiddetto "cristiano rinato". L'attore venne intervistato per il documentario del 2005 sulla realizzazione di Gola profonda, Inside Gola profonda. È morto nel 2013 a causa di un tumore al pancreas all'età di 65 anni.

## Gola profonda
Per girare Gola profonda in Florida nel gennaio 1972 venne scritturato solo come figurante, ma siccome il regista non trovò nessuno per il ruolo di protagonista, successivamente lo scelse come attore principale. Fu pagato 250 dollari per un solo giorno di lavoro. L'attore non venne a conoscenza che il regista gli aveva cambiato il nome in "Harry Reems" fino a quando non vide il film.
L'apparizione in Gola profonda lo portò ad essere arrestato dagli agenti dell‘FBI a New York nel giugno 1974, con l'accusa di cospirazione nel distribuire materiale osceno. Fu incarcerato nell'aprile del 1976 insieme ad altri undici individui coinvolti nella realizzazione del film. La sua incarcerazione fu revocata in appello nell'aprile 1977. La difesa di Harry Reems affermò che lui era il primo attore statunitense ad essere perseguito dal governo federale soltanto per essere apparso in un film. Quanto accaduto sollevò anche un considerevole supporto all'attore da parte di varie celebrità dello star system di Hollywood. Alla fine venne assolto da tutte le accuse.

## Riconoscimenti
AVN Awards
- 1986 - Best Actors - Film per Trash Lady[8]
- 1986 – Best Couples Sex Scene per Vergini corpi frementi per Ten Little Maidens con Amber Lynn, Ginger Lynn, Janey Robbinson, Lisa De Leeuw, Nina Hartley, Eric Edwards, Jamie Gillsi, Paul Thomas e Richard Pacheco[9]

XRCO Awards
- 1985 - Hall of Fame[10]

## Filmografia (parziale)
- Crack-Up, regia di Michael Findlay (1969)
- Bacchanale (1970)
- Sex USA (1970)
- Altar of Lust (1971)
- Curious Women (1971)
- Dark Dreams (1971)
- His Loving Daughter (1971)
- Love Shrink (1971)
- Mondo Porno (1971)
- Selling It (1971)
- Sensuous Vixens (1971)
- Violated (1971)
- All About '_' (1972)
- La vera gola profonda (Deep Throat), regia di Gerard Damiano (1972)
- Filthiest Show in Town (1972)
- High Rise (1972)
- It Happened in Hollywood (1972)
- Meatball (1972)
- Weirdos and the Oddballs (1972)
- Case of the Full Moon Murders (1973)
- Collegiates (1973)
- Confessions of Linda Lovelace (1973)
- Miss Jones (The Devil in Miss Jones), regia di Gerard Damiano (1973)
- French Schoolgirls (1973)
- Love Witch (1973)
- Lovelace Meets Miss Jones (1973)
- New Comers (1973)
- Pleasure Cruise (1973)
- Spickey's Magic Wand (1973)
- Time To Love (1973)
- Forced Entry, regia di Shaun Costello (con lo pseudonimo "Helmuth Richler") (1973)
- Wet Rainbow (1973)
- Butterfly erotica (Butterflies), regia di Joseph Sarno (1974)
- La chiamavano Susy Tettalunga (Deadly Weapons), regia di Doris Wishman (1974)
- Gola profonda (Deep Throat 2), regia di Joseph W. Sarno (1974)
- Girl in a Penthouse (1974)
- Intensive Care (1974)
- Memories Within Miss Aggie (1974)
- More (1974)
- Prurient Interest (1974)
- Revolving Teens (1974)
- Sometime Sweet Susan (1974)
- Teenage Cheerleader (1974)
- Touch of Genie (1974)
- Amazing Dr. Jekyll (1975)
- Ape Over Love (1975)
- Bel Ami (1975)
- Christy (1975)
- Every Inch a Lady (1975)
- Experiments In Ecstasy (1975)
- Fast Ball (1975)
- Justine and Juliette (1975)
- Sherlick Holmes (1975)
- SOS (1975)
- Summer of Laura (1975)
- Swedish Minx (1975)
- College Girls (1976)
- Over Sexposure (1976)
- Luna di miele in tre, regia di Carlo Vanzina (1976)
- Lettomania, regia di Vincenzo Rigo (1976)
- Sex Wish (1976)
- Femmine calde per sssupermaschio bollente (生贄の女たち?, Ikenie no onna-tachi), regia di Shinya Yamamoto (1978)
- Love Syndrome (1979)
- Midnight Blue 2 (1980)
- Wet Shots (1981)
- Society Affairs (1982)
- Tina Russell Classics (1982)
- Erotic Fantasies 2 (1983)
- China and Silk (1984)
- Eighth Erotic Film Festifal (1984)
- Girls of the Night (1984)
- Girls on Fire, regia di Jack Remy (1984)
- L'amour (1984)
- One Night at a Time (1984)
- Sister Dearest (1984)
- Those Young Girls, regia di Myles Kidder (1984)
- Too Good to Be True (1984)
- Too Naughty to Say No (1984)
- Wet Wild and Wicked (1984)
- WPINK-TV: Its Red Hot!! (1985)
- Adult 45 1 (1985)
- Angel's Revenge (1985)
- Beverly Hills Exposed (1985)
- Corporate Assets (1985)
- Cumshot Revue 2 (1985)
- Deep Chill (1985)
- Dream Lover (1985)
- Educating Mandy (1985)
- Erotic City (1985)
- Erotica Jones (1985)
- Evil Angel (1985)
- Fantasies Unltd. (1985)
- First Annual XRCO Adult Film Awards (1985)
- French Lessons (1985)
- Ginger's Sex Asylum, regia di Bruce Seven (1985)
- Girls of the A Team (1985)
- The Grafenberg Spot, regia di Artie Mitchell (1985)
- Having It All (1985)
- Heart Throbs (1985)
- Hot Blooded (1985)
- Late After Dark (1985)
- Loose Ends (1985)
- Losing Control (1985)
- Love Bites (1985)
- Lust in Space (1985)
- Marilyn Chambers' Private Fantasies 4 (1985)
- Night Prowlers (1985)
- Obsession (1985)
- Older Men with Young Girls (1985)
- Oriental Jade (1985)
- Passage To Ecstasy (1985)
- Rub Down (1985)
- Some Kind Of Woman (1985)
- Superstars of Porn 1 (1985)
- Talk Dirty to Me One More Time (1985)
- Vergini corpi frementi (Ten Little Maidens), regia di John Seeman (1985)
- Titillation (1985)
- Tower of Power (1985)
- Trashy Lady, regia di Steve Scott (1985)
- Whore of the Worlds (1985)
- Amateurs (1986)
- Backdoor Brides 1 (1986)
- Best of Diamond Collection 5 (1986)
- Blue Note Cafe (1986)
- Cavalcade Of Stars (1986)
- Club Ginger (1986)
- Deep Inside Traci (1986)
- Deep Throat 2 (1986)
- Diamond Collection 75 (1986)
- Erotic Starlets 1: Stacey Donovan (1986)
- Fantasy Land (1986)
- Flasher (1986)
- For Your Thighs Only (1986)
- Girls of Paradise (1986)
- Hot Shorts: Christy Canyon (1986)
- Indecent Itch (1986)
- Keyhole Productions 108: Spectacular Orgasms (1986)
- Lucky In Love (1986)
- Marilyn Chambers' Private Fantasies 6 (1986)
- Naughty Nurses (1986)
- Pulsating Flesh (1986)
- Scandals: Tracey Adams (1986)
- Spectacular Orgasms (1986)
- Superstars And Superstuds (1986)
- Sweet Cheeks (1986)
- This Stud's for You (1986)
- Ultimate Lover (1986)
- Voyeur's Delight (1986)
- With Love From Susan (1986)
- All For His Ladies (1987)
- Back To Class 1 (1987)
- Beat Goes On (1987)
- Breastography 1 (1987)
- Endzone (1987)
- Ginger's Greatest Boy/girl Hits (1987)
- Have Body Will Travel (1987)
- Holiday For Angels (1987)
- Honey Buns 1 (1987)
- I Love L.A. 1 (1987)
- Legends of Porn 1 (1987)
- Lovin' Spoonfuls 1 (1987)
- Marilyn Chambers' Private Fantasies 6 (1987)
- Oral Majority 2 (1987)
- Slip Into Ginger And Amber (1987)
- Tracy Who (1987)
- Whore of the Worlds (new) (1987)
- Wild Women 3: Angel (1987)
- Asses to Asses Lust to Lust (1988)
- Cumshot Revue 4 (1988)
- Ginger Lynn Non-stop (1988)
- Ginger Lynn The Movie (1988)
- Honky Tonk Angels (1988)
- Only the Best of Men's and Women's Fantasies (1988)
- Star Cuts 110: Susan Hart (1988)
- Cumshot Revue 5 (1989)
- Legends of Porn 2 (1989)
- Unleashed Lust (1989)
- WPINK TV (new) (1989)
- Celebrity Sluts (1990)
- Ginger Then and Now (1990)
- Only the Best 3 (1990)
- Stars Who Do Deep Throat (1990)
- Blue Vanities 93 (1993)
- I Love L.A. (new) (1993)
- Swedish Erotica Hard 2000 (1993)
- Blue Vanities 248 (1995)
- Deep Throat The Quest 1: Runaway Madness (1997)
- Deep Inside Ginger Lynn (2003)
- Swedish Erotica 4Hr 16 (2003)
- Andrea True Collection (2004)
- Carol Conners Collection (2004)
- Loose Ends (new) (2004)
- Midnight Blue Collection (2005)
- Mindy Rae Collection (2005)
- Swedish Erotica 125 (2007)
- XXX Bra Busters in the 1980's 3 (2007)
- Vintage Erotica 1 (2009)